# Suzanne Lenglenová
Suzanne Rachel Flore Lenglenová (24. května 1899, Compiègne, Oise, Francie – 4. července 1938, Paříž) byla francouzská tenistka, která mezi lety 1919 až 1926 získala 21 grandslamových titulů. Mnohými odborníky je řazena k nejlepším hráčkám všech dob, neboť dosáhla takového dominantního postavení nad svými soupeřkami, které dodnes nepřekonala žádná jiná tenistka. Je dvojnásobnou olympijskou vítězkou. Stala se skutečnou první ženskou tenisovou celebritou a mezinárodní sportovní hvězdou, francouzským tiskem označovanou jako La Divine.

## Osobní život a kariéra

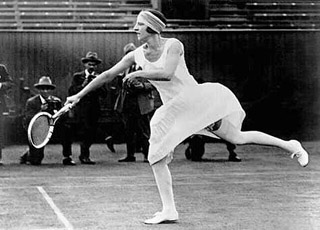
Suzanne Lenglenová

S tenisem začala relativně pozdě až v deseti letech, ale již čtyři roky poté ve svých 14 letech hrála své premiérové finále na French Open. První světová válka zapříčinila přerušení tenisového života na evropském kontinentě.
Od roku 1919 však již ženskému tenisu kralovala, když v období 1919–1926 prohrála ve dvouhře jeden zápas, a to roku 1921 ve Forest Hills, kdy nemocná nestačila na Američanku Mollu Malloryovou a po prvním setu zápas skrečovala.
Ve Wimbledonu byla její dominance nastolena tak, že žádná z finálových protihráček neuhrála více než čtyři gamy. Z 32 tamních zápasů všechny vyhrála. Ze 66 setů ztratila pouze šest, z toho v 59 setech bylo skóre 6:2 nebo s větším rozdílem a ve 29 setech pak 6:0. Ve čtyřhře uspěla na nejslavnějším turnaji světa šestkrát, ve smíšené čtyřhře pak třikrát. V roce 1919 vytvořila ženský wimbledonský rekord, když nastoupila do nejdelšího wimbledonského finále žen, v němž bylo odehráno 44 gamů. Soupeřkou jí byla Dorothea Douglassová Chambersová. I přes dva mečboly Lambertové Chambersové za stavu 6–5 ve 3. setu nakonec Lenglenová triumfovala výsledkem 8–10, 6–4, 9–7. Tento rekord překonaly v roce 2005 Davenportová s Venus Williamsovou časem trvání finále 2 hodiny a 45 minut. V sezóně 1926 pak došlo k nedorozumění znamenající její definitivní opuštění Wimbledonu. Hlavní rozhodčí turnaje J. Burrow nenasadil její zápas na centrkurt, kde byla očekávána přítomnou královnou Marií a davy fanoušků. Uražená Francouzka následně nenastoupila do utkání třetího kola a odjela domů. Nedlouho poté přestoupila k profesionálkám. Na French Open zvítězila šestkrát ve dvouhře, šestkrát ve čtyřhře a sedmkrát ve smíšené čtyřhře.

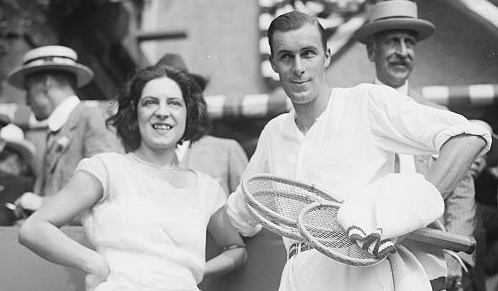
Legendy tenisu Suzanne Lenglenová a Bill Tilden.

Její taktika a koncepce hry předběhla dobu minimálně o deset let. Vynikala výjimečně přesnými údery od základní čáry, pohybem po dvorci a způsobem překvapivého náběhu na síť, kde přehrávala soupeřky skvělými voleji. Konec její kariéry mezi amatéry byl nečekaný. Došlo k němu vinou nedorozumění při nasazování hráček ve Wimbledonu v roce 1926, následně vzdala další zápasy a přestoupila k profesionálům.
V červnu 1938 francouzský tisk oznámil, že trpí leukemií. Tři týdny později oslepla. Zemřela předčasně 4. července 1938 ve svých 39 letech. Příčinou smrti byla perniciózní anemie. Je pochována na Cimetière de Saint-Ouen v Saint-Ouen nedaleko Paříže. Do Mezinárodní tenisové síně slávy vstoupila in memoriam v roce 1978. Na kurtech Stade Roland-Garros v Paříži, kde je hrán French Open, je po ní pojmenován jeden ze dvou hlavních dvorců – Court Suzanne Lenglen. Její jméno nese i veřejný pařížský park Parc omnisport Suzanne-Lenglen.

## Vítězství ve dvouhře na Grand Slamu (12)
| Rok  | Turnaj          | Finalistka                    | Výsledek       |
| 1914 | French Open     | Germaine Goldingová           | 6–3, 6–2       |
| 1919 | Wimbledon       | Dorothea Douglassová          | 10-8, 4–6, 9–7 |
| 1920 | Wimbledon (2)   | Dorothea Douglassová          | 6–3, 6–0       |
| 1921 | French Open (2) | Molla Bjurstedt Malloryová    | 6–2, 6–3       |
| 1921 | Wimbledon (3)   | Elizabeth Ryanová             | 6–2, 6–0       |
| 1922 | French Open (3) | Elizabeth Ryanová             | 6–3, 6–2       |
| 1922 | Wimbledon (4)   | Molla Bjurstedtová Malloryová | 6–2, 6–0       |
| 1923 | French Open(4)  | Kathleen McKane Godfreeová    | 6–2, 6–3       |
| 1923 | Wimbledon (5)   | Kathleen McKane Godfreeová    | 6–2, 6–2       |
| 1925 | French Open (5) | Kathleen McKane Godfreeová    | 6–1, 6–2       |
| 1925 | Wimbledon (6)   | Joan Fry Lakemanová           | 6–2, 6–0       |
| 1926 | French Open (6) | Mary Browneová                | 6–1, 6–0       |

## Bilance na turnajích Grand Slamu ve dvouhře
| Turnaj          | 1914  | 1915  | 1916  | 1917  | 1918  | 1919  | 1920  | 1921  | 1922  | 1923  | 1924  | 1925  | 1926  | Celkově SR |
| --------------- | ----- | ----- | ----- | ----- | ----- | ----- | ----- | ----- | ----- | ----- | ----- | ----- | ----- | ---------- |
| Australian Open | N     | N     | N     | N     | N     | N     | N     | N     | A     | A     | A     | A     | A     | 0 / 0      |
| French Open     | F     | N     | N     | N     | N     | N     | Vítěz | Vítěz | Vítěz | Vítěz | N     | Vítěz | Vítěz | 6 / 7      |
| Wimbledon       | A     | N     | N     | N     | N     | Vítěz | Vítěz | Vítěz | Vítěz | Vítěz | SF    | Vítěz | 3k    | 6 / 8      |
| US Open         | A     | A     | A     | A     | A     | A     | A     | 2k    | A     | A     | A     | A     | A     | 0 / 1      |
| SR              | 1 / 1 | 0 / 0 | 0 / 0 | 0 / 0 | 0 / 0 | 1 / 1 | 1 / 2 | 2 / 3 | 2 / 2 | 2 / 2 | 0 / 1 | 2 / 2 | 1 / 2 | 12 / 16    |

| Legenda | Legenda                                   | Legenda | Legenda                     |
| ------- | ----------------------------------------- | ------- | --------------------------- |
| SR      | poměr vyhraných turnajů ku všem odehraným | W–L V–P | výhry–prohry                |
| NH      | daný rok se turnaj nekonal                | A       | turnaje se hráč nezúčastnil |
| 1Q / LQ | prohra v (kole) kvalifikace               | 1k / 1R | prohra v daném kole turnaje |
| QF / ČF | prohra ve čtvrtfinále                     | SF      | prohra v semifinále         |
| F       | prohra ve finále                          | Vítěz   | vítězství v turnaji         |